# Cofimpacia chusaroides
Cofimpacia chusaroides är en fjärilsart som beskrevs av Holloway 1979. Cofimpacia chusaroides ingår i släktet Cofimpacia och familjen nattflyn. Inga underarter finns listade i Catalogue of Life.